# Харгин, Маттиас
Маттиас Харгин (швед. Mattias Hargin, род. 7 октября 1985 года, Стокгольм) — шведский горнолыжник, трёхкратный призёр чемпионатов мира в командных соревнованиях (2013, 2015 и 2017), победитель этапа Кубка мира. Участник Олимпийских игр 2010, 2014 и 2018 годов. Специализировался в слаломе.
Вдовец горнолыжницы Матильды Рапапорт. Младший брат горнолыжницы Жанетт Харгин (род. 1977), участницы Олимпийских игр 2002 и 2006 годов. Другая сестра Маттиаса Кристин (род. 1980) также занималась горными лыжами и фрирайдингом.

## Спортивная биография
В Кубке мира Харгин дебютировал 22 декабря 2004 года, в январе 2011 года впервые попал в тройку лучших на этапе Кубка мира в слаломе. Всего имеет семь попаданий в тройку лучших на этапах Кубка мира в слаломе. Лучшим достижением в общем зачёте Кубка мира являются для Харгина 20-е место в сезоне 2014/15. Восемь раз за карьеру попадал в 10-ку лучших в зачёте слалома по итогам сезона в Кубке мира, лучшее достижение — пятое место по итогам сезона 2013/14.
На Олимпиаде-2010 в Ванкувере, стал 14-м в слаломе, в Сочи улучшил свой результат, заняв 7-е место в слаломе. На Олимпийских играх 2018 года занял 19-е место в слаломе, а в командных соревнованиях сборная Швеции с Харгином в составе выбыла на стадии 1/4 финала.
За свою карьеру участвовал в семи чемпионатах мира (2005, 2009, 2011, 2013, 2015, 2017, 2019), лучший результат в индивидуальных соревнованиях — 5-е место в слаломе на чемпионате мира 2009 года и чемпионате мира 2015 года в Шладминге. В командных соревнованиях выиграл серебро в 2013 году, бронзу в 2015 году и бронзу в 2017 году.
Завершил карьеру в марте 2019 года.
Использовал лыжи и ботинки производства фирмы Nordica.

## Личная жизнь
С 25 апреля 2016 года был женат на шведской горнолыжнице Матильде Рапапорт (29 января 1986 — 18 июля 2016), которая погибла в Чили в результате схода лавины.

## Результаты на крупнейших соревнованиях

### Выступления на зимних Олимпийских играх
| Олимпийские игры | Скоростной спуск | Супергигант | Гигантский слалом | Слалом | Комбинация | Команды |
| ---------------- | ---------------- | ----------- | ----------------- | ------ | ---------- | ------- |
| 2010 Ванкувер    | —                | —           | —                 | 14     | —          | н/д     |
| 2014 Coчи        | —                | —           | —                 | 7      | —          | н/д     |
| 2018 Пхёнчхан    | —                | —           | —                 | 19     | —          | 5       |

### Победы на этапах Кубка мира (1)
| № | Сезон   | Дата        | Место    | Дисциплина |
| - | ------- | ----------- | -------- | ---------- |
| 1 | 2014/15 | 25 янв 2015 | Кицбюэль | Слалом     |